# 临河站
临河站是位于内蒙古自治区巴彦淖尔市临河区车站街道的一个铁路车站，邮政编码015000。车站建于1957年，有包兰铁路经过该站，车站及其上下行区间均为电气化区段。车站距离包头站218公里，隶属呼和浩特铁路局临策铁路运输部，是二等站。
2024年4月3日，临河站临时站房启用；4月7日，为配合包银高速铁路施工，临河站旧站房开始拆除。
2024年7月22日起，临河站改为旅客乘降所；新建的巴彦淖尔站承接该站原有客运业务。